# Трепча (средњовековни рудник)
Трепча је било најстарије средњовековно рударско насеље, рудник и трг Копаоничке рудне области. Сматра се да је настало у доба краља Милутина (1316—1318), а у историјским изворима се први пут јавља 1303. године, када се помиње постојање католичке заједнице рудара Саса, у њој. За заштиту рудника, подигнута је тврђава Ћутет, а вађење сребра, олова и гвожђа, настављено је и после пропасти Српске деспотовине, средином XV века и престало је непосредно након 1685. године.

## Прошлост Трепче
Сматра се да је рударење у Трепчи отпочело нешто пре 1303. године, када се у њој помиње постојање заједнице рудара Саса. Они (Саси трепчански) се помињу у повељи манастиру Бањској (1316—1318), коју је издао приликом њеног оснивања, краљ Милутин.
У доба цара Душана (краљ 1331—1346, (1346—1355)), уведена је 1349. године забрана продаје и извоза трепчанског олова, које је предавано монаху Јакову. Он је надзирао градњу Душанове задужбине Светих Архангела код Призрена. Олово је коришћено за покривање манастирских цркава, а Јаков је касније постао први игуман манастира.
После распада Српског царства, Трепча улази у састав области Вука Бранковића, који је у њој ковао свој новац. Након Косовске битке (1389) и његовог слома (1393), Османлије заузимају оближње тврђаве Звечан и Јелеч, а од 1396. године се јавља и њихов кадија у оближњем рударском тргу Глухавици.
Нешто касније, у Трепчи се јављају значајне властелинске породице Родопа и Големовића.Никола Родоп је после Ангорске битке (1402) избавио из цариградског затвора Ђурђа Бранковића, док је војвода Оливер Големовић био утицајна личност у доба деспота Ђурђа.
Османлије, које су од краја XIV века биле стално присутне у земљама Бранковића, формирале су код Трепче своје насеље, познато као Доња Трепча или Triepca Turcha. У њихове руке, Трепча трајно пада 1455. године, заједно са Новим Брдом и јужним делом Српске деспотовине, после чега постаје средиште истоименог вилајета, у склопу Вучитрнског санџака.
Према подацима из османских пописа, види се да је становништво у Трепчи и читав век после њеног заузимања, већински хришћанско. Попис из 1530. године наводи да се Трепча састојала од 14 махала:
- 11 хришћанских
- 3 муслиманске

Број хришћанских кућа био је 172, уз 30 неожењених и 13 удовичких кућа, док их је у Доњој Трепчи било 60, уз 12 неожењених и 14 удовичких кућа. Нешто каснији подаци, из доба Селима II (1566—1574), наводе да Трепчу чине 22 махале, са 447 кућа:
- 353 хришћанске (уз 53 неожењених и 21 удовичких кућа)
- 94 муслиманске

## Управа и становништво
На челу локалне управе налазио се кнез, обично неки представник локалних католика, на почетку из редова Саса, а касније најчешће неко од Дубровчана. Поред њега, у граду је постојао и кефалија, који је био експонент врховног владара. Локална царина је такође, доста често била у рукама неког од Дубровчана, којима их је владар издавао у закуп.
Поред локалног српског становништва, у Трепчи је постојала доста велика заједница католика, који су имали две цркве, посвећене светој Марији и светом Петру. Осим рудара Саса и Дубравчана, у почтку се јевљају и Которани, а нешто касније и Сплићани и Млечани.

## Остаци на терену
На простору Мажића, са обе стране Трепчанског потока,Гумништа и Старог Трга, данас су уочљиви остаци некадашњег средњовековног насеља.
Остаци старог рударства обухватају велики простор. Источно од Старог Трга у пределу око Мељенице,Мажића и Видушића, налази се највећи део старих копова, а има их и око Гумништа,Мађере и Жиоца. Истраживањем старих рудника, утврђено је да сежу до око 90, па и до готово 200 метара, испод површине Земље, а на местима неких старих копова, у XX веку су отворени нови, модерни, рудници.